# Челябинский трамвай
Челябинский трамвай — система трамвайного движения в Челябинске, открытая 5 января 1932 года. Трамвай является составной частью общественного транспорта Челябинска вместе с троллейбусным и автобусным движениями.
Действует 14 охватывающих все районы города трамвайных маршрутов , а их функционирование обеспечивает парк из 274 вагонов , обслуживаемых в двух трамвайных депо . Пассажиропоток трамвайной системы в 2022 году составил 28,8 млн человек (в день — 78,9 тыс.) .

## История
Первое предложение о создании трамвайной системе было внесено в городскую Думу Челябинска в августе 1906 года купцом второй гильдии Василием Михайловичем Колбиным, однако его предложение, как и следующие остальные, были отклонены и не получили развития, а возможной причиной низкой поддержки вопроса о трамвае являлось затрагивание интересов многочисленных владельцев частного извоза.
Серьёзно вопрос о создании трамвая был поднят в начале первой пятилетки СССР, когда Челябинск стал стремительно развиваться в индустриальном плане, и уже в 1930 году Челябинский тракторный завод и другие заводы предложили выделить средства из своих бюджетов на постройку трамвая. В течение 1930—1931 годов были построена система и сформирован обслуживающий её персонал.

Вагон серии «Х» в 1932 году

Трамвайное движение у площади Революции. 1970-е.

Открытие трамвайного движения состоялось 5 января 1932 года. Первый трамвайный вагон прошёл от улицы Карла Маркса до железнодорожного вокзала. Протяжённость открытого участка составляла 6,2 км, ветка тянулась от ЧГРЭС до железнодорожного вокзала. К концу года подвижной состав состоял из 22 единиц вагонов серии «Ф». Трамвайная сеть продолжала активно развиваться, и к началу Великой Отечественной войны протяжённость путей составляла 49,1 км, подвижной состав насчитывал 72 вагона, город обслуживали 9 маршрутов. После Великой Отечественной войны в Советском Союзе оплата проезда в трамвае стоила 3 копейки. В 1949 году открыта линия Челябинск—Копейск. В 1950—1960-х годах трамвайная сеть продолжала стремительно развиваться: реконструировано депо № 1 и открыто депо № 2, открыты новые линии, В 1967 году ежедневно перевозилось 46,7 тыс. человек, а протяжённость трамвайной сети в 1971 году составляла 176 км. Однако, в 1976 году были закрыты линии в Копейске, и трамвайное сообщение между двумя городами прекратилось. Максимальное развития система получила к 1990 году, когда подвижной состав состоял из 169 вагонов, а пассажиропоток за сутки составлял 216,7 тыс. человек.
После распада СССР, с 1990-е по 2010-е трамвайная сеть развивалась медленно и пришла к деградации до начала реформ городского транспорта в 2019 году. За данный период были ликвидированы часть веток, открыты несколько незначительных линий, а также выполнен капитальный ремонт части линий в рамках дорожных работ: линия по ул. Кирова при реконструкции моста через реку Миасс в 2007 году и перемещение линии на новый путепровод, дублирующий Свердловский тракт и проходящий в районе улицы Новомеханической в августе 2015 года. Характерной проблемой для МУП «Челябгортранс» в 2000-е годы была хроническая задолженность за электроэнергию, теплоснабжение и водоснабжение перед ресурсоснабжающими организациями, а несвоевременное погашение приводило к ограничению и приостановлению подачи электроэнергии, из-за чего количество выпускающихся машин сокращалось, а порой движение транспорта останавливалось. Данная проблема прекратилась к 2011 году. Трамвайный парк в постсоветский период фактически не обновлялся, в конце 1990-х и 2000-х годах было куплено 9 вагонов 71-619, в 2015 году — 1 вагон 71-623, изношенность подвижного состава в 2014 году равнялась 97%. Неудачной попыткой исправить положение была модернизация 21 старого вагона 71-605 в 2011—2016 годах. 
В 2010-е годы в системе происходили незначительные изменения в работе: в 2011 году все трамваи были оснащены системой ГЛОНАСС для организации движения, а в 2012 году традиционный билет об оплате проезда был заменён на кассовый чек с информацией о маршруте, времени получения чека и цене. В 2017 году предприятие МУП «ЧелябГЭТ» было признано банкротом, и всё его имущество было переведено в созданное городской администрацией новое предприятие ООО «ЧелябГЭТ».
В 2019 году губернатором области Алексеем Текслером была публично признана деградация общественного транспорта Челябинска и трамвайной системы как его составной части, после чего в 2019—2021 годах областными властями были проведены подготовительные меры к запуску комплексной реформы обновления транспорта: передача контроля за челябинским транспортом на уровень области, создание учреждения «Организатор перевозок Челябинской области» для объединения транспорта Челябинска и соседних Копейска и Сосновского района в единую агломерацию, утверждение разработанной транспортной схемы агломерации. Одновременно с подготовкой к реформе в 2021 году был представлен и начал исполняться план реанимации строительства городского метрополитена в виде его замены на метротрам с интеграцией в существующую трамвайную систему. В ходе строительства метротрама, которое должно быть завершено в 2026 году, планируется обновить весь подвижной состав, реконструировать 65 % и обособить 95 % трамвайных путей, модернизировать два депо и 22 тяговые подстанции.
Комплексная реформа началась 1 января 2022 года, в ходе которой к 2025 году трамвайный парк пополнился 201 новым вагоном, было обособлено 96 % трамвайных путей для ускорения движения, отремонтировано свыше 27 км путей, появилось выгодное билетное меню для пассажиров.

## Маршруты
В настоящее время действует 14 маршрутов. Самый старый маршрут — № 7 открыт 5 января 1932 года:
| №  | Софиты | Софиты | Конечные остановки                        |
| -- | ------ | ------ | ----------------------------------------- |
| 2  |        |        | Областная больница — ЧЭМК                 |
| 3  |        |        | ЧМК — Автовокзал                          |
| 5  |        |        | ЧЭМК — Автовокзал                         |
| 7  |        |        | ЧГРЭС — Автовокзал                        |
| 9  |        |        | ЦХП — Коксохим                            |
| 10 |        |        | пос. Першино — ЦХП                        |
| 12 |        |        | Ул. Чистопольская — Ул. Харлова           |
| 14 |        |        | Ул. Чичерина — ЦХП                        |
| 15 |        |        | Ул. Чичерина — ЧТЗ                        |
| 16 |        |        | Ул. Чичерина — Автовокзал                 |
| 18 |        |        | Ул. Чистопольская — ЧМК                   |
| 19 |        |        | Ул. Чичерина — Коксохим                   |
| 20 |        |        | Областная больница — ЧМК                  |
| 22 |        |        | Ул. Чичерина — Ул. Чистопольская          |
| 😐 | Нет    | Нет    | Трамвайное депо № 1 — Трамвайное депо № 2 |

Единственным недоступным участком для проезда обычных пассажиров является путь маршрутов 9 и 19 от остановки Доломитная до конечной станции ЭСПЦ-6, который предназначен только для сотрудников ЧМК.
По бокам передних и задних табло на новых вагонах есть софиты, для обозначения маршрутов используются комбинации белого, красного, жёлтого, зелёного и синего цветов.

## Оплата проезда

Чек за проезд до 01.08.2017

С 15 октября 2024 года цена за билет составляет:
34 ₽ по транспортной карте и ключу «Интерсвязь», с возможностью бесплатных пересадок в течение 60 минут,
37 ₽ по банковской карте без возможности бесплатных пересадок,
43 ₽ за наличные.
17 ₽ для льготников (пенсионеров, студентов, школьников или жителей с областными или федеральными льготами) по отдельным для каждой категории транспортным картам без бесплатных пересадок.
Проездной на месяц — 1 450 ₽.
Штраф за безбилетный проезд — 2 500 ₽, при повторном нарушении безбилетник раскошелится уже на 5 000 ₽.
Начиная с 2021 года подвижной состав для оплаты пассажирами проезда постепенно оснащается валидаторами на замену кондукторов, работа которых полностью прекратится к концу 2024 года в рамках транспортной реформы.
| Период            | Стоимость    | Ист.   |
| ----------------- | ------------ | ------ |
| с 1999            | 2 руб.       | [ 43 ] |
| с 15 февраля 2001 | 4 руб.       | [ 43 ] |
| с 1 февраля 2003  | 6 руб.       | [ 44 ] |
| с 3 апреля 2006   | 8 руб.       | [ 45 ] |
| с 1 апреля 2008   | 10 руб.      | [ 46 ] |
| с 1 июля 2012     | 15 руб.      | [ 47 ] |
| с 1 ноября 2015   | 20 руб.      | [ 48 ] |
| с 1 августа 2017  | 23 руб.      | [ 49 ] |
| с 10 августа 2022 | 25 — 30 руб. | [ 39 ] |
| с 15 июля 2023    | 28 — 35 руб. |        |
| с 15 октября 2024 | 34 — 43 руб. | [ 50 ] |

## Трамвайные депо
В Челябинске функционируют два трамвайных депо:
Трамвайное депо № 1 (ул. 1-й Пятилетки, 30). Обслуживает маршруты 2, 3, 5, 7, 12, 15, 18, 22. Депо введено в эксплуатацию в 1938 году, реконструировалось в 1957 и 1979 годах.
Трамвайное депо № 2 (Свердловский тракт, 7). Обслуживает маршруты 2, 9, 10, 14, 15, 16, 18, 19, 20. Введено в эксплуатацию в 1966 году, в данный момент ведётся реконструкция.
Пассажирские вагоны имеют четырёхзначную сквозную нумерацию (0001–0201). Вагоны модели КТМ-5 имеют четырёхзначные номера, где первая цифра соответствовует номеру депо (в 2025 году такие вагоны выходят на линию лишь в качестве резервных).
Структура, организующая перевозки трамваем и троллейбусом в Челябинске, в разные годы имела различные наименования: Челябинское трамвайно-троллейбусное предприятие (ЧТТУ; 1942—1992), муниципальное предприятие «ЧелябГЭТ» (1992—2001), муниципальное унитарное предприятие (МУП) «Челябгортранс» (2001—2011), МУП «ЧелябГЭТ» (2011—2018), ООО «ЧелябГЭТ» (с 2018).

## Подвижной состав
В 2025 году основной парк трамвайных вагонов Челябинска представлен исключительно моделями производства Усть-Катавского вагоностроительного завода: 71-623-04.01, 71-623-04, 71-628-01. Резервные вагоны представлены моделями: 71-605 (КТМ-5М3), 71-605А, 71-605РМ, 71-608К, 71-608КМ, 71-619, 71-619КТ, 71-623.
В начале 2024 года на линию ежедневно выходило около 172 трамваев. В начале 2025 года — 152 вагона. На загруженных маршрутах работают сцепленные вагоны по системе многих единиц.
| Модель                 | Фотографии | Количество/Кол-во эксплуатирующееся | Период эксплуатации |
| ---------------------- | ---------- | ----------------------------------- | ------------------- |
| 71-628-01              |            | 141/136                             | c 2022              |
| 71-605 (КТМ-5М3)       |            | 56/43                               | c 1979              |
| 71-623-04.01           |            | 30/28                               | с 2021              |
| 71-623-04              |            | 30/30                               | с 2024              |
| 71-605А                |            | 27/23                               | с 1990              |
| 71-605* мод. Челябинск |            | 15/13                               | с 2012              |
| 71-619КТ               |            | 7/0                                 | с 2000              |
| 71-608К                |            | 1/1                                 | с 1989              |
| 71-605РМ               |            | 1/0                                 | с 1989              |
| 71-623-02              |            | 1/0                                 | с 2015              |

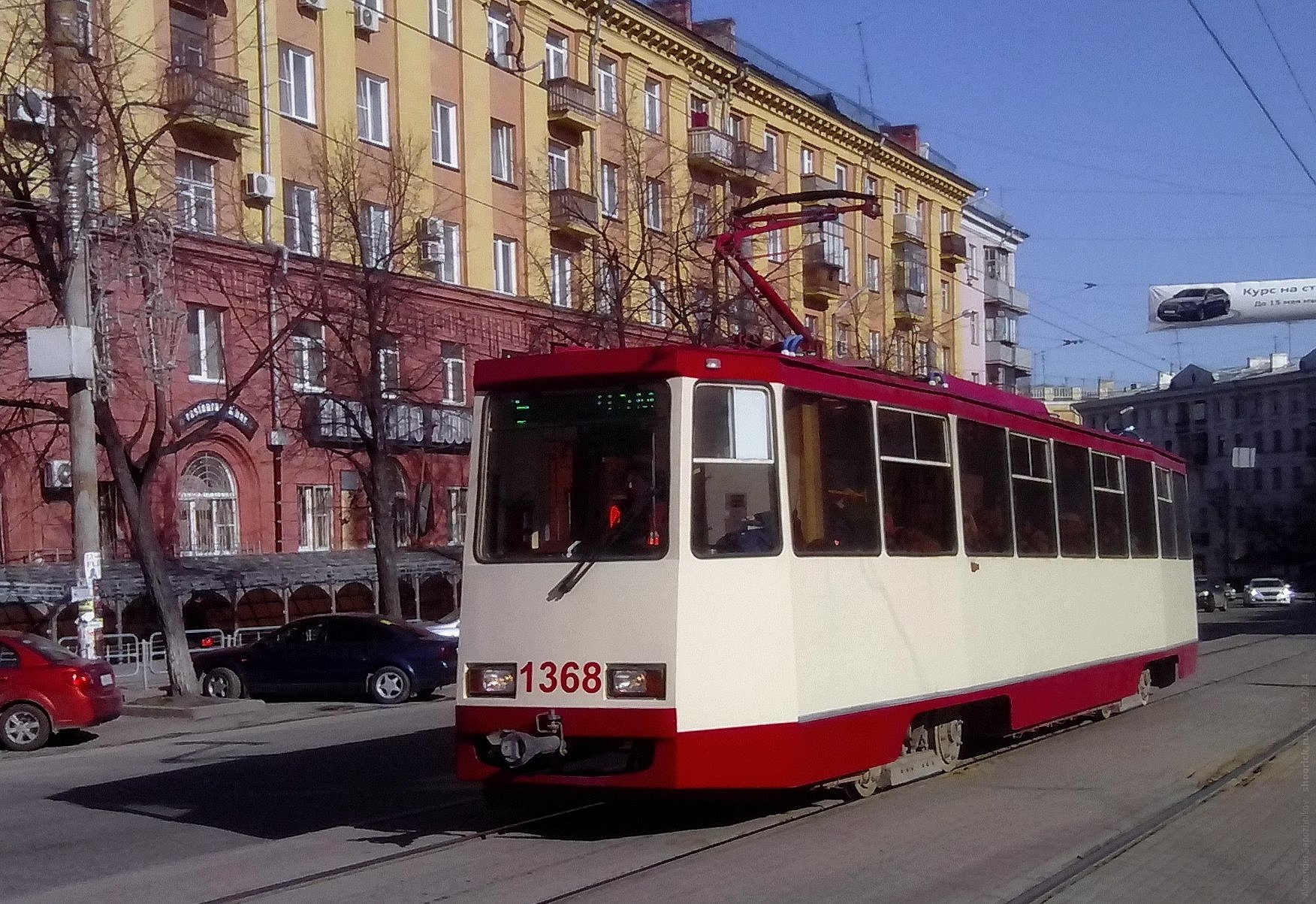
Модернизированный 71-605

Первыми вагонами, работавшими в Челябинске, были трамваи Путиловского завода серии «Ф». В 1948 году трамвайный парк пополнился вагонами МТВ-82 и одним вагоном серии «Х», а через два года поступило 12 вагонов КТМ/КТП-1. Первый вагон КТМ-5 (71-605) появился в Челябинске в 1970 году, а через восемь лет подвижной состав Челябинского трамвая состоял только из них. В 1990-е годы закупались трамваи модели 71-608, количество которых составляло 25 единиц. В конце 1990-х и в 2000-х годах в город поступали трамваи серии 71-619, в общей сложности было закуплено девять вагонов. В 2015 году был приобретён один полунизкопольный вагон 71-623-02. К моменту начала модернизации трамвайной системы в 2019 года подвижной состав был изношен на 97%, а средний возраст трамваев превышал 30 лет.
До начала реформ исправить проблему изношенности при нехватке средств на покупку новых вагонов пытались в 2011—2016 годах при помощи программы модернизации вагонов 71-605. Так, цена покупка нового вагона на 2015 год обходилась в 20 млн рублей, а модернизация старого — в 4 млн рублей. Модернизация заключалась в замене двигателя и системы отопления, обновлении салона и кабины водителя, оснащении электронными указателями маршрута. Планируемый срок службы после реконструкции — 15 лет. На август 2016 года был модернизирован 21 трамвай без учёта модернизированного трамвая, сгоревшего в ремонтном цехе депо в 2012 году.
По данным Росстата, в 2011 году количество трамвайных вагонов составило уже 28 на 100 000 человек, в 2000 году на 100 тысяч челябинцев приходилось 34 вагона.
В 2021 году в трамвайное депо № 1 поступила первая партия из 30 новых полунизкопольных вагонов 71-623.04.01, первые из них вышли на линию в августе 2021 года. В 2022–2024 годах в город поступил 116 полностью низкопольных вагонов 71-628-01, их распределили по обоим депо. В 2024 году в оба депо города поступило 55 вагонов: 30 вагонов модели 71-623-04 (с унифицированной маской от 71-628 и высоким фальшбортом на крыше) и 25 вагонов 71-628-01 (с высоким фальшбортом на крыше). Весной 2025 года на линию вышли последние из поставленных ранее новых вагонов, самым новым из них стал вагон 71-628-01 № 0201.

## Статистические данные
В 2022 году пассажиропоток трамвая в Челябинске составил 28,8 млн человек (в день — 78,9 тыс. человек). Начиная с 1990-х годов, пассажиропоток неуклонно падает, и в 2011 году трамвайная система заняла 8-е место по годовому пассажиропотоку среди других трамвайных систем России. Один трамвайный маршрут в среднем перевозит до 10 тысяч пассажиров в день.45% — социальные льготники, 15 % — школьники и студенты. Динамика перевозки пассажиров с 1932 по 2020 годы:
| Длина сети, км | 6,2 | 49,1 | 115 | 88 | 68,5 | 68,1 | 68,7 | 68,7 | 68,7 |

| Количество трамвайных вагонов в подвижном составе | Количество трамвайных вагонов в подвижном составе | Количество трамвайных вагонов в подвижном составе | Количество трамвайных вагонов в подвижном составе | Количество трамвайных вагонов в подвижном составе | Количество трамвайных вагонов в подвижном составе | Количество трамвайных вагонов в подвижном составе | Количество трамвайных вагонов в подвижном составе | Количество трамвайных вагонов в подвижном составе | Количество трамвайных вагонов в подвижном составе | Количество трамвайных вагонов в подвижном составе | Количество трамвайных вагонов в подвижном составе | Количество трамвайных вагонов в подвижном составе | Количество трамвайных вагонов в подвижном составе | Количество трамвайных вагонов в подвижном составе | Количество трамвайных вагонов в подвижном составе |
| Год                                               | 1932                                              | 1941                                              | 1953                                              | 1990                                              | 1995                                              | 2000                                              | 2005                                              | 2008                                              | 2015                                              | 2017                                              | 2019                                              | 2020                                              | 2023                                              | 2024                                              |                                                   |
| ------------------------------------------------- | ------------------------------------------------- | ------------------------------------------------- | ------------------------------------------------- | ------------------------------------------------- | ------------------------------------------------- | ------------------------------------------------- | ------------------------------------------------- | ------------------------------------------------- | ------------------------------------------------- | ------------------------------------------------- | ------------------------------------------------- | ------------------------------------------------- | ------------------------------------------------- | ------------------------------------------------- | ------------------------------------------------- |
| Кол-во вагонов                                    | 22                                                | 72                                                | 156                                               | 169                                               | 376                                               | 367                                               | 359                                               | 358                                               | 314                                               | 293                                               | 293                                               | 283                                               | 299                                               | 297                                               |                                                   |

## Аварии и происшествия
В Челябинске нередко парализуется трамвайное движение из-за аварий с участием автомобилей. В 2011 году из травматического оружия четыре раза обстреливались трамваи и ещё об одном таком инциденте известно в 2008 году. Периодически экскаваторы обрывают трамвайные провода, из-за чего некоторые трамвайные маршруты временно останавливаются. Также время от времени случаются сходы трамваев с рельсов. За последнее десятилетие известно минимум о трёх случаях возгорания трамваев.
В ноябре 2011 года, спустя несколько недель после презентации первого модернизированного трамвая 71-605, он уже ездил по городу с не закрывающейся задней дверью. Рабочие, занятые на реконструкции, утверждали, что ремонт отслужившей свой срок рамы вагона проведён с грубыми нарушениями технологии. Также один из модернизированных трамваев сгорел в цеху депо в 2012 году.
Единственный теракт в Челябинском трамвае произошёл 24 декабря 1981 года: взорвался механизм в оставленной сумке, повлёкший за собой смерть человека и ранения ещё шести. Взрывное устройство было спрятано в портфеле, оставленном преступником. Виновник взрыва был найден только через пять лет, а причиной преступления была бытовая личная месть.

## Комментарии
1. ↑  Кроме задних табло вагонов модели 71-623 №№ 0001–0030, на которых помещается лишь номер маршрута или смайл, если вагон следует в депо.